# Carles Taché Mitjans
Carles Taché Mitjans (Barcelona, 1947) és un galerista i editor d'art català. El 2016 va rebre la Creu de Sant Jordi per la seva aportació a l'art contemporani, singularment com a fundador i director de la Galeria Carles Taché. I també per la qualitat de les edicions artístiques. Dins la seva trajectòria destaquen les vinculacions amb la Fundació Tàpies, la fira Arco de Madrid o l'associació Art Barcelona, de la qual ha estat president. També ha impartit ensenyaments culturals i artístics de nivell avançat en diferents universitats catalanes.